# ایستگاه مرکزی گلاسگو
ایستگاه مرکزی گلاسگو (گیلی اسکاتلندی: Glaschu Mheadhain) یکی از اصلی‌ترین و مهم‌ترین ایستگاه‌های راه‌آهن بریتانیا در شهر گلاسگو است.
این ایستگاه که در سال ۱۸۷۹ تأسیس شده دارای ۱۷ سکو می‌باشد و از طریق خط اصلی ساحل غربی به شهر لندن متصل می‌شود.

## نگارخانه

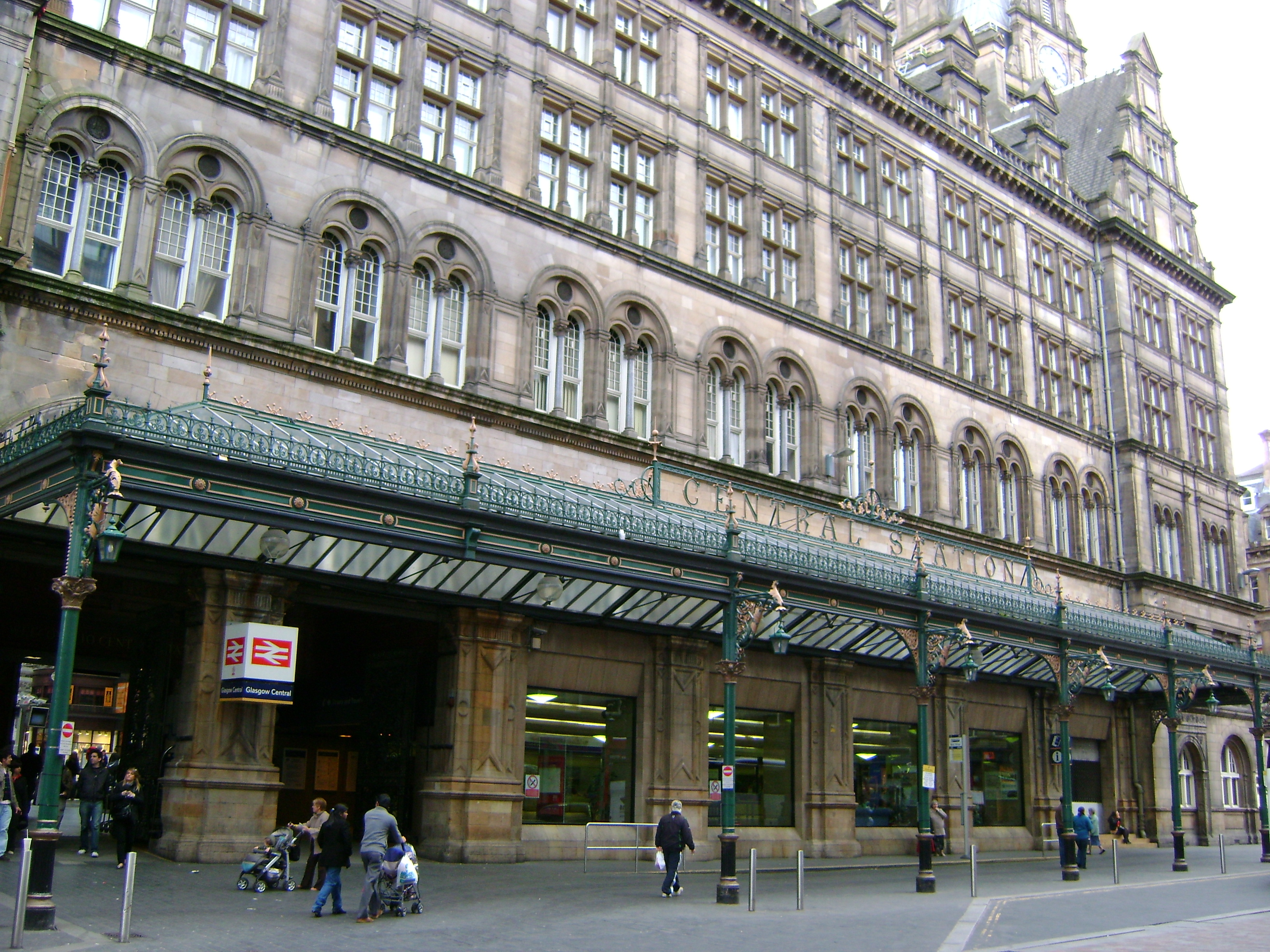
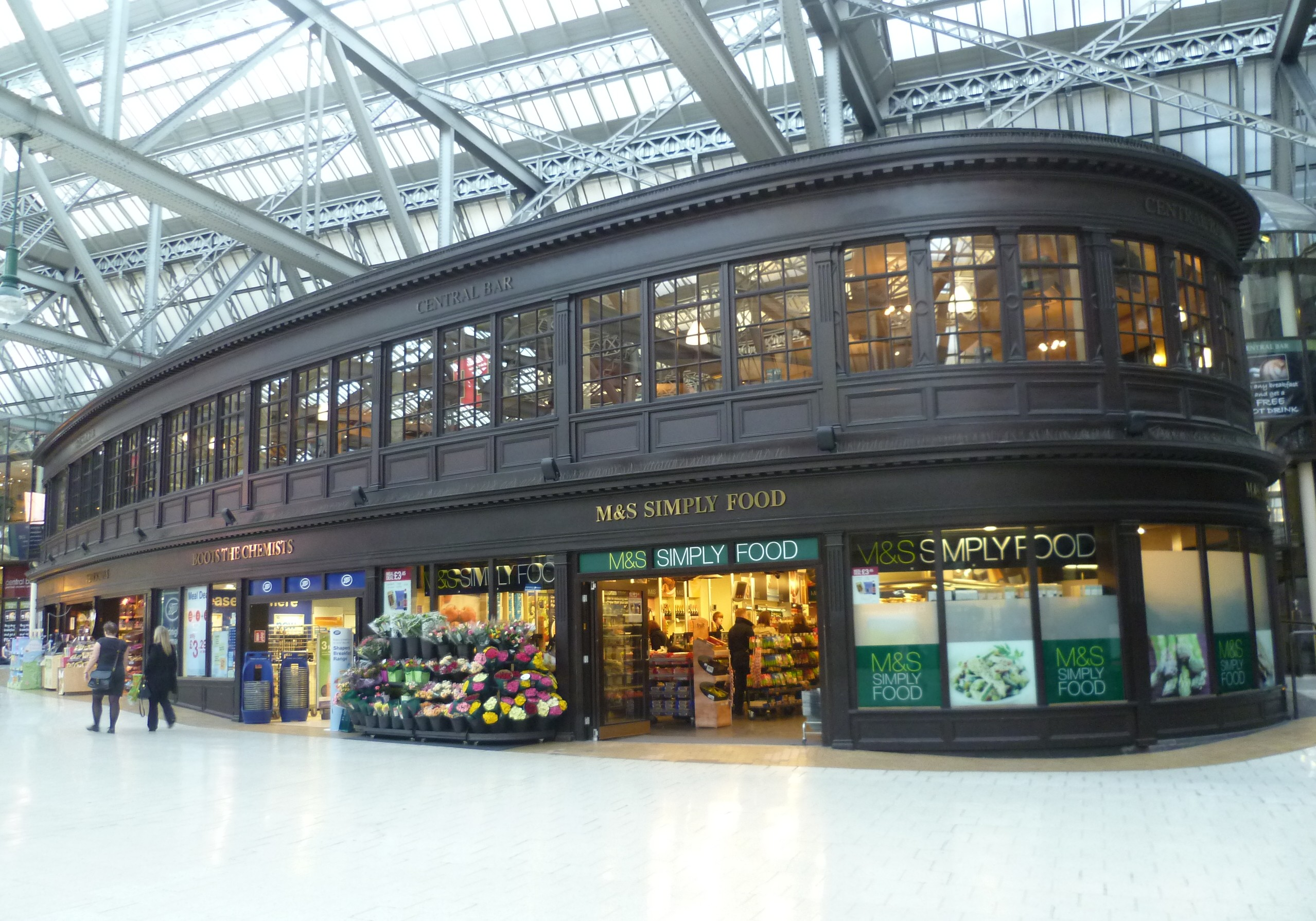
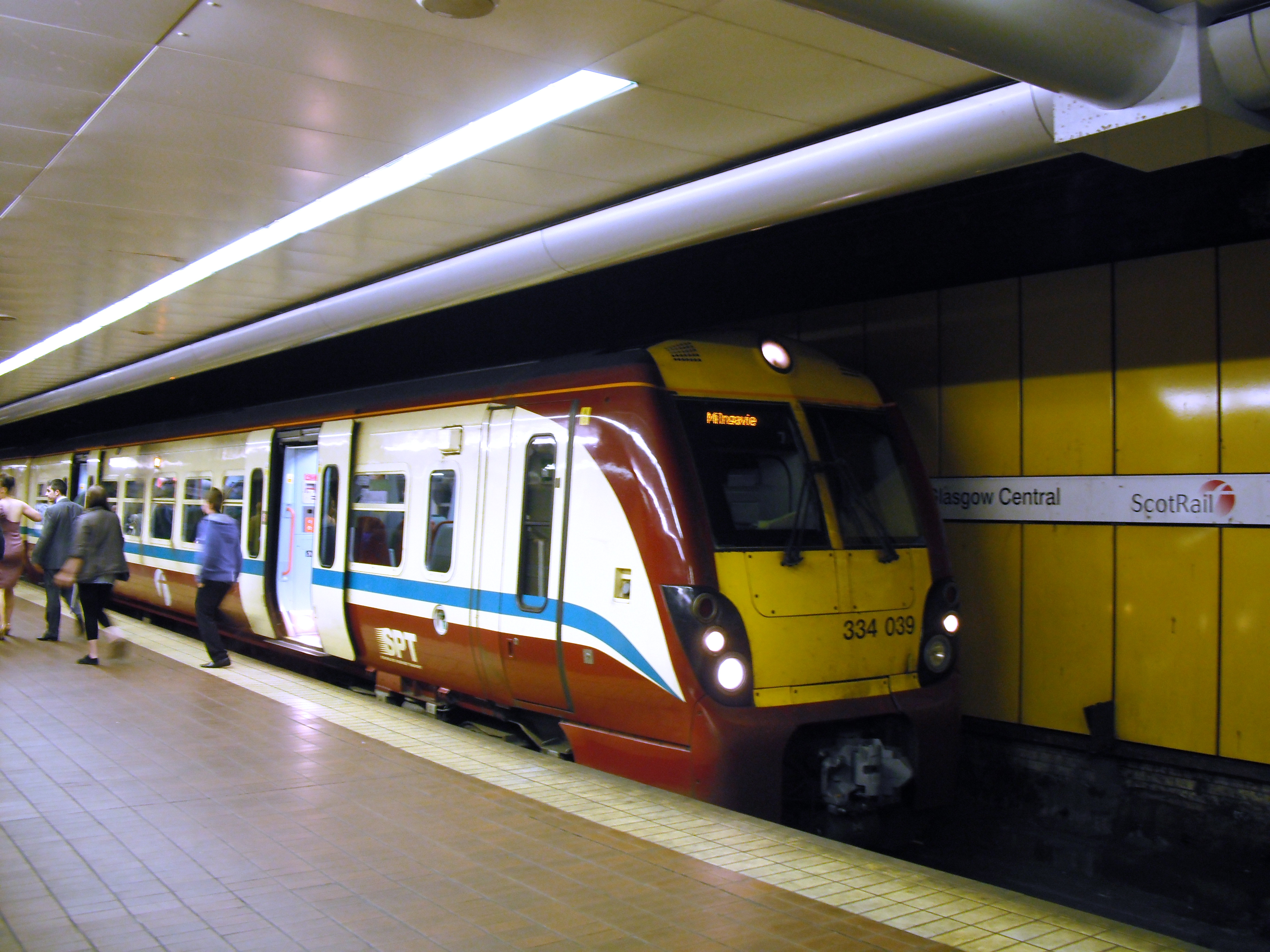
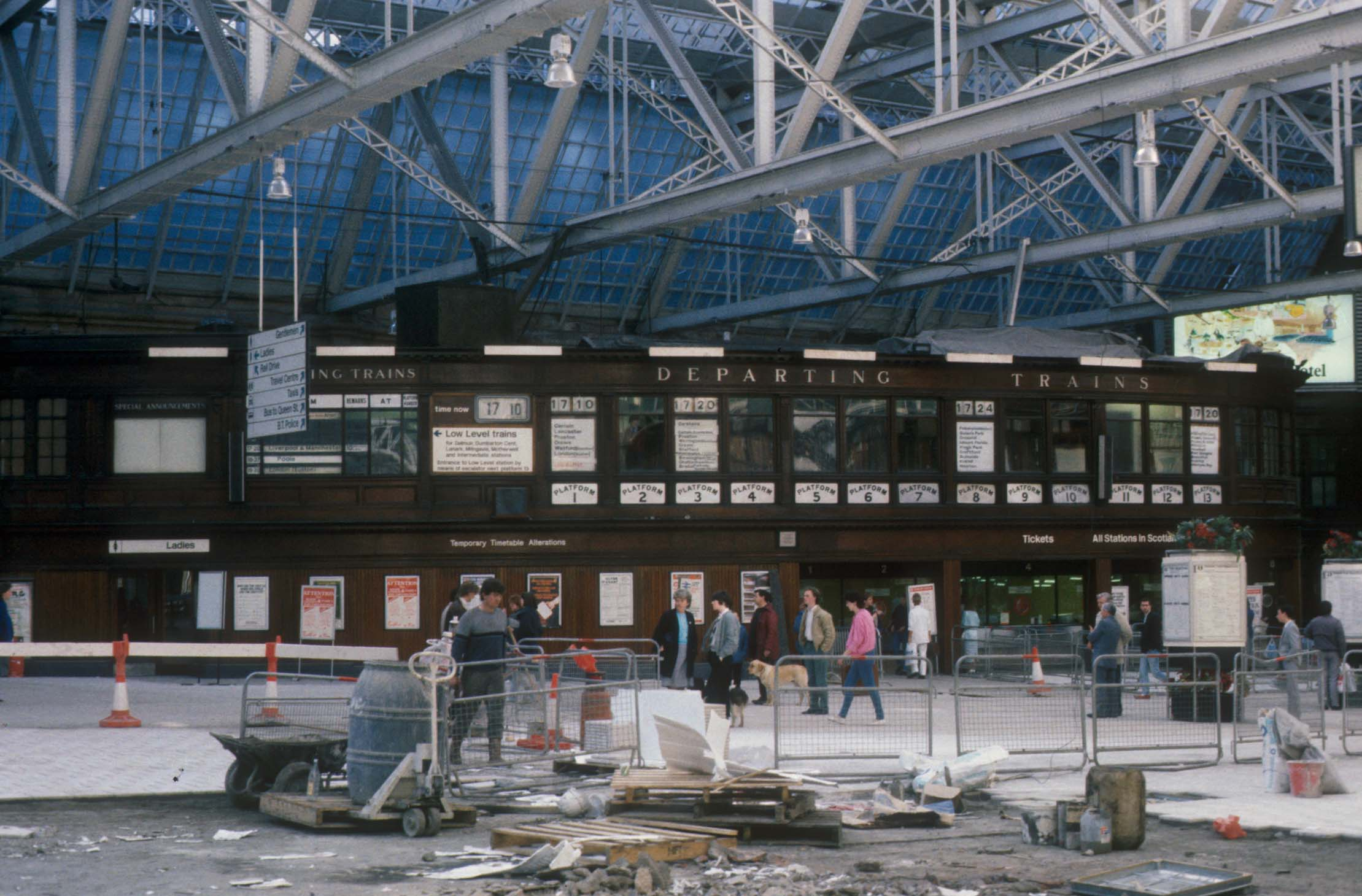
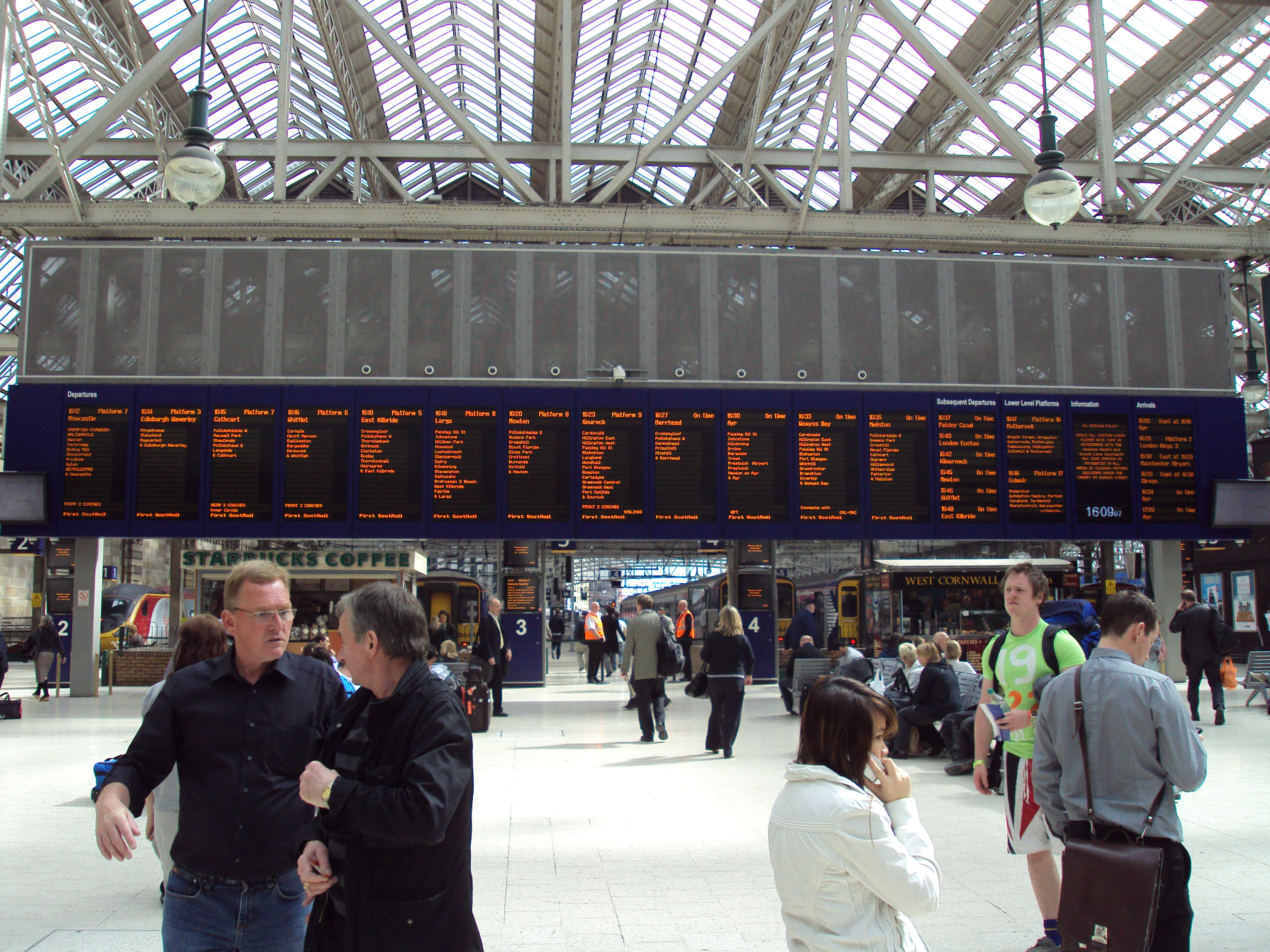
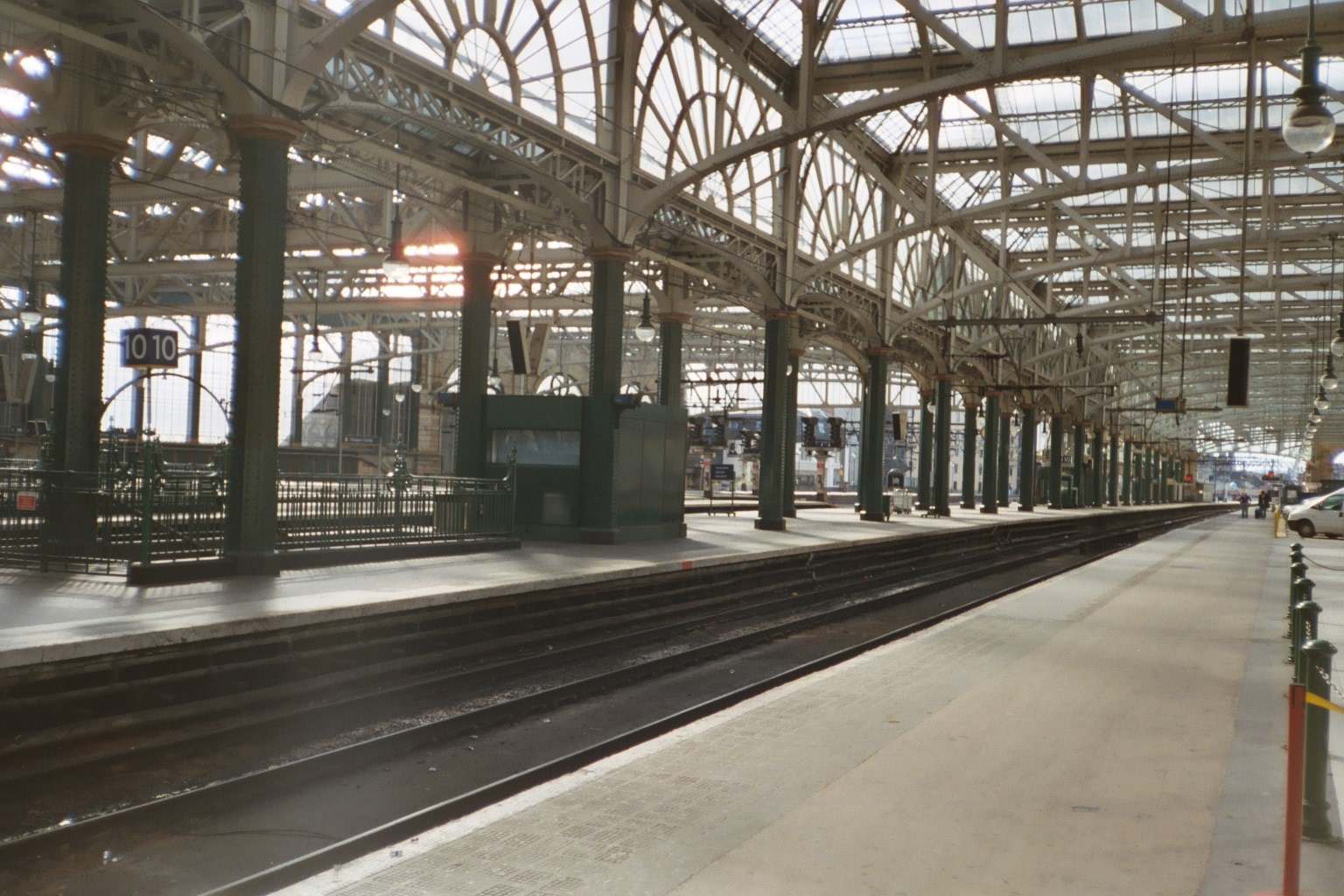
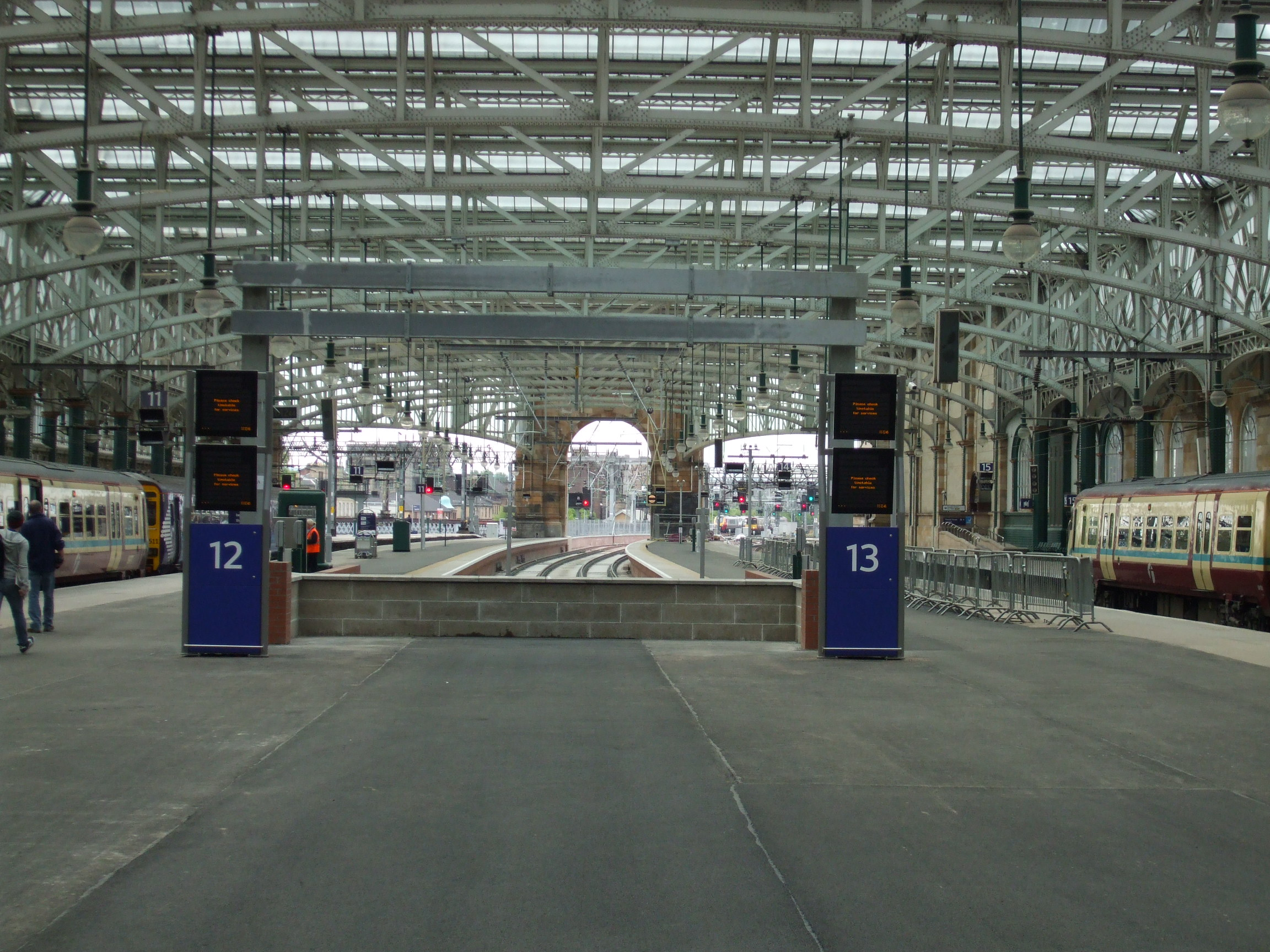